# Morcón

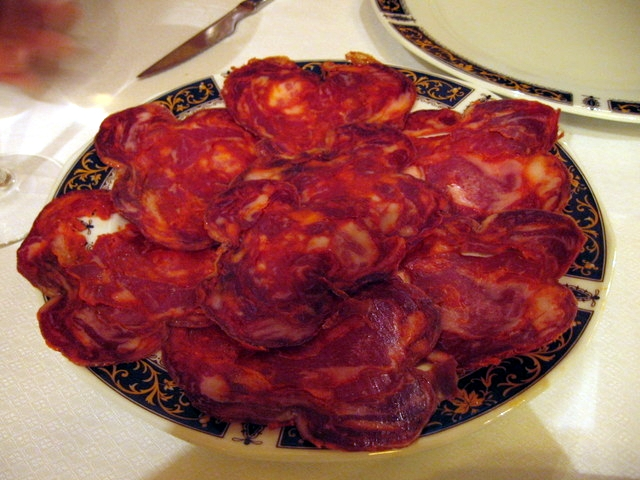
Piatto assortito con fette di Morcón

Il morcón è un salume di maiale molto simile al chorizo. Si elabora in un modo simile, e la differenza risiede nel fatto che chorizo si insacca con l'intestino tenue, mentre il morcón si insacca nell'intestino crasso. Si tratta di un prodotto tipico della macellazione del maiale delle regioni andaluse e dell'Estremadura. In castigliano antico del secolo XVI era chiamato morcilla, nome che ora è riservato al sanguinaccio.

## Caratteristiche
La differenza con riferimento al chorizo è anche la carne con cui si elabora, che in generale è magra di qualità, senza aponeurosi né accumuli di grasso. Prende il nome di morcón per il fatto che così si chiama il pezzo di intestino cieco che si usa per insaccarlo. Le spezie usate per la preparazione sono fondamentalmente la paprica dolce, l'aglio e il sale. In conseguenza dello spessore del budello, la permanenza nel locale di essiccazione e il periodo di maturazione sono abbastanza lunghi. Un'altra differenza con il chorizo è costituita dal fatto che la sezione è normalmente maggiore.

## Varianti
Esiste una variante di morcón prodotta nelle Filippine, elaborata con carne bovina. Non si sa se si tratta di un'influenza spagnola o semplicemente una denominazione simile di due alimenti differenti.